# إنتري ريوس (محافظة)
محافظة انتري ريوس هي إحدى محافظات الأرجنتين تنقسم إلى 17 مقاطعة صغيرة يطلق عليها اسم حزب.

## أعلام
- جوزيف كيسيل
- باولو غولتز
- إريك توماس
- كارلوس كينيدي
- خوستو خوسيه دي كاروكا

## روابط إضافية
- Official Site (Spanish)
- Universidad Nacional de Entre Ríos (Spanish)
- Pictures of Entre Ríos
- Complete Tourism Guide of Zona Colón in Entre Ríos
- Provincial Tourism (Spanish)